# Німецьке середньогір'я
51° пн. ш. 10° сх. д. / 51° пн. ш. 10° сх. д.
Німецьке середньогір'я (нім. Mittelgebirge) — один із трьох основних природних регіонів Німеччини. Простягається зі сходу на захід через всю країну. На півночі межує з Північнонімецькою низовиною, на півдні — з Альпами та Альпійським передгір'ям.

## Формування
Німецьке середньогір'я, як і Каледоніти Скандинавії і Британії та Урал, належать до найдавніших гір Європи, навіть якщо їх сучасний вигляд розвинувся порівняно недавно. У карбоні, тобто близько 350 мільйонів років тому, під час Герцинського орогенезу були утворені гори Центральної Європи, через зіткнення тектонічних плит. Відразу після їх утворення, у пермський період, розпочалася ерозія гір під впливом екзогенних процесів. У тріасі, приблизно 225 мільйонів років тому, сьогоденна Центральна Європа була архіпелагом. У результаті у Німецькому середньогір'ї є різні шари осадових порід: у більшості випадків новий червоний пісковик представлено як наземний шар гірських порід, а койпер і мушелькальк — як морські осадові шари. У юрський період насамперед утворювався вапняк, тоді як крейда була основним відкладенням крейдового періоду.
З початком кайнозойської ери, приблизно 70 мільйонів років тому, процес ерозії герцинських гірських масивів змінився. У третинному періоді відбувся альпійський орогенез, у процесі якого було деформовано підмурівок Герцинських гір. Оскільки ці гірські породи вже консолідувалися, подальший насув призвів до тріщин і руйнувань, що, своєю чергою, створювало брилові гори. Пізніше ці гори були або підняті (утворюючи такі горсти, як Гарц), або опущені (коритні розломи або грабени, такі як Верхньорейнський грабен), або насунуті одна над одною (нахилені блоки розломів, як-от Рудні гори).
Таким чином, Німецьке середньогір'я має найрізноманітніші форми, що також можна пояснити ерозією відкладень мезозою (тріасу, юри та крейди). В одних хребтах відклади збереглися відносно добре, в інших — повністю еродовані. Визначальним фактором є локальна інтенсивність екзогенних процесів.

## Найважливіші хребти
У таблиці перелічені хребти, чиї вершини досягають понад 300 м над рівнем моря, та зазвичай розглядаються як частина Німецького середньогір'я. Найвищі піки мають координати. Багато хребтів перекриваються. Хребти перелічені за висотою.
| Гірський хребет            | Найвища точка      | Висота (м) | Координати                                                            | Похибка |
| -------------------------- | ------------------ | ---------- | --------------------------------------------------------------------- | ------- |
| Віен                       | Гайдбрінк          | 320        | 52°17′29″ пн. ш. 08°38′13″ сх. д. / 52.29139° пн. ш. 8.63694° сх. д.  | ± 30″   |
| Ельм                       | Айлумер-Горн       | 323        | 52°12′00″ пн. ш. 10°45′00″ сх. д. / 52.20000° пн. ш. 10.75000° сх. д. | ± 30″   |
| Каленберзька височина      | Гое-Егге (Зюнтель) | 437        | 52°10′30″ пн. ш. 09°23′00″ сх. д. / 52.17500° пн. ш. 9.38333° сх. д.  | ± 30″   |
| Тевтобурзький ліс          | Барнаккен          | 446        | 51°51′30″ пн. ш. 08°54′30″ сх. д. / 51.85833° пн. ш. 8.90833° сх. д.  | ± 30″   |
| Зібенгебірге               | Гросер-Ельберг     | 460        | 50°40′56″ пн. ш. 07°14′54″ сх. д. / 50.68222° пн. ш. 7.24833° сх. д.  | ± 1″    |
| Егге                       | Фельмерстот        | 468        | 51°50′00″ пн. ш. 08°57′30″ сх. д. / 51.83333° пн. ш. 8.95833° сх. д.  | ± 30″   |
| Кіфгойзер                  | Кульпенберг        | 474        | 51°24′42″ пн. ш. 11°04′39″ сх. д. / 51.41167° пн. ш. 11.07750° сх. д. | ± 1″    |
| Золлінг                    | Гросе-Блесе        | 528        | 51°47′00″ пн. ш. 09°26′00″ сх. д. / 51.78333° пн. ш. 9.43333° сх. д.  | ± 30″   |
| Кайзерштуль                | Тотенкопф          | 557        | 48°04′51″ пн. ш. 07°40′14″ сх. д. / 48.08083° пн. ш. 7.67056° сх. д.  | ± 1″    |
| Шпессарт                   | Гайерсберг         | 586        | 49°54′00″ пн. ш. 09°26′00″ сх. д. / 49.90000° пн. ш. 9.43333° сх. д.  | ± 30″   |
| Гладенбах                  | Ангельбург         | 609        | 50°47′17″ пн. ш. 08°25′43″ сх. д. / 50.78806° пн. ш. 8.42861° сх. д.  | ± 30″   |
| Габігтсвальд               | Гоес-Грас          | 615        | 51°18′30″ пн. ш. 09°21′30″ сх. д. / 51.30833° пн. ш. 9.35833° сх. д.  | ± 30″   |
| Оденвальд                  | Катценбуккель      | 626        | 49°28′30″ пн. ш. 09°02′30″ сх. д. / 49.47500° пн. ш. 9.04167° сх. д.  | ± 30″   |
| Кнюлль                     | Айзенберг          | 636        | 50°53′14″ пн. ш. 09°31′02″ сх. д. / 50.88722° пн. ш. 9.51722° сх. д.  | ± 1″    |
| Кауфунгер-Вальд            | Гіршберг           | 643        | 51°14′30″ пн. ш. 09°46′00″ сх. д. / 51.24167° пн. ш. 9.76667° сх. д.  | ± 30″   |
| Вестервальд                | Фукскауте          | 656        | 50°39′30″ пн. ш. 08°06′00″ сх. д. / 50.65833° пн. ш. 8.10000° сх. д.  | ± 30″   |
| Еббе                       | Нордгелле          | 663        | 51°08′54″ пн. ш. 07°45′23″ сх. д. / 51.14833° пн. ш. 7.75639° сх. д.  | ± 1″    |
| Пфальцький ліс             | Кальміт            | 673        | 49°19′08″ пн. ш. 08°04′58″ сх. д. / 49.31889° пн. ш. 8.08278° сх. д.  | ± 1″    |
| Келлервальд                | Вюстегартен        | 675        | 51°00′59″ пн. ш. 09°05′03″ сх. д. / 51.01639° пн. ш. 9.08417° сх. д.  | ± 10″   |
| Північнопфальцька височина | Доннерсберг        | 687        | 49°37′29″ пн. ш. 07°55′38″ сх. д. / 49.62472° пн. ш. 7.92722° сх. д.  | ± 10″   |
| Франконський Альб          | Гессельберґ        | 689        | 49°04′00″ пн. ш. 10°32′00″ сх. д. / 49.06667° пн. ш. 10.53333° сх. д. | ± 30″   |
| Ельбські пісковикові гори  | Дечинський Сніжник | 722        | 50°47′30″ пн. ш. 14°07′00″ сх. д. / 50.79167° пн. ш. 14.11667° сх. д. | ± 30″   |
| Айфель                     | Гое-Ахт            | 746        | 50°23′30″ пн. ш. 07°00′30″ сх. д. / 50.39167° пн. ш. 7.00833° сх. д.  | ± 30″   |
| Гоер-Майснер               | Касселер-Куппе     | 754        | 51°14′30″ пн. ш. 09°51′30″ сх. д. / 51.24167° пн. ш. 9.85833° сх. д.  | ± 30″   |
| Фогельсберг                | Тауфштайн          | 773        | 50°31′00″ пн. ш. 09°14′30″ сх. д. / 50.51667° пн. ш. 9.24167° сх. д.  | ± 30″   |
| Циттауер-Гебірге           | Луж                | 793        | 50°51′00″ пн. ш. 14°39′00″ сх. д. / 50.85000° пн. ш. 14.65000° сх. д. | ± 30″   |
| Франконський ліс           | Дебраберг          | 794        | 50°17′00″ пн. ш. 11°39′00″ сх. д. / 50.28333° пн. ш. 11.65000° сх. д. | ± 30″   |
| Гунсрюк                    | Ербескопф          | 816        | 49°44′00″ пн. ш. 07°05′30″ сх. д. / 49.73333° пн. ш. 7.09167° сх. д.  | ± 30″   |
| Гальштровські гори         | Початецький врх    | 818        | 50°19′30″ пн. ш. 12°26′30″ сх. д. / 50.32500° пн. ш. 12.44167° сх. д. | ± 30″   |
| Ротхаргебірге              | Лангенберг         | 843        | 51°16′30″ пн. ш. 08°33′30″ сх. д. / 51.27500° пн. ш. 8.55833° сх. д.  | ± 30″   |
| Тюринзька височина         | Гросер-Фармденкопф | 869        | 50°30′30″ пн. ш. 11°02′00″ сх. д. / 50.50833° пн. ш. 11.03333° сх. д. | ± 30″   |
| Таунус                     | Гросер-Фельдберг   | 882        | 50°13′55″ пн. ш. 08°27′26″ сх. д. / 50.23194° пн. ш. 8.45722° сх. д.  | ± 1″    |
| Рен                        | Вассеркуппе        | 950        | 50°29′53″ пн. ш. 09°56′16″ сх. д. / 50.49806° пн. ш. 9.93778° сх. д.  | ± 1″    |
| Тюринзький ліс             | Гросер-Берберг     | 983        | 50°39′29″ пн. ш. 10°44′38″ сх. д. / 50.65806° пн. ш. 10.74389° сх. д. | ± 5″    |
| Швабський Альб             | Лемберг            | 1015       | 48°09′00″ пн. ш. 08°45′00″ сх. д. / 48.15000° пн. ш. 8.75000° сх. д.  | ± 30″   |
| Чеський ліс                | Черхов             | 1041       | 49°23′00″ пн. ш. 12°47′00″ сх. д. / 49.38333° пн. ш. 12.78333° сх. д. | ± 30″   |
| Фіхтельгебірге             | Шнеберг            | 1053       | 50°03′30″ пн. ш. 11°51′30″ сх. д. / 50.05833° пн. ш. 11.85833° сх. д. | ± 30″   |
| Гарц                       | Брокен             | 1141       | 51°48′00″ пн. ш. 10°37′00″ сх. д. / 51.80000° пн. ш. 10.61667° сх. д. | ± 30″   |
| Рудні гори                 | Клиновець          | 1243       | 50°24′00″ пн. ш. 12°58′00″ сх. д. / 50.40000° пн. ш. 12.96667° сх. д. | ± 30″   |
| Баварський ліс             | Гросер-Арбер       | 1456       | 49°07′00″ пн. ш. 13°08′00″ сх. д. / 49.11667° пн. ш. 13.13333° сх. д. | ± 30″   |
| Шварцвальд                 | Фельдберг          | 1493       | 47°52′25″ пн. ш. 08°00′14″ сх. д. / 47.87361° пн. ш. 8.00389° сх. д.  | ± 1″    |